# Tårnbykredsen
Tårnbykredsen er en opstillingskreds i Københavns Storkreds. Kredsen dækker de to kommuner Dragør og Tårnby. Før 2007 hed kredsen Amagerkredsen, og lå i Københavns Amtskreds.

## Folketingskandidater pr. 25/11-2018
| Liste | Parti                       | Kandidat | Bemærk                                                           |
| ----- | --------------------------- | --- | ---------------------------------------------------------------- |
| A     | Socialdemokratiet           | Peter Hummelgaard |                                                                  |
| B     | Radikale Venstre            | Christian Scharling |                                                                  |
| C     | Det Konservative Folkeparti | Caspar Stefani |                                                                  |
| D     | Nye Borgerlige              | |                                                                  |
| F     | Socialistisk Folkeparti     | |                                                                  |
| I     | Liberal Alliance            | |                                                                  |
| O     | Dansk Folkeparti            | Martin Henriksen |                                                                  |
| V     | Venstre                     | Martin Geertsen |                                                                  |
| Ø     | Enhedslisten                | Dorthe Hecht |                                                                  |
| Å     | Alternativet                | Uffe Elbæk, Carolina Magdalene Maier, Kåre Traberg Smidt, Jan Kristoffersen, Asbjørn William Ammitzbøll Flügge, Henrik Marstal, Jonathan Ries, Nina Svane-Mikkelsen, Shahzad Riaz, Rolf Bjerre, Mette Rose Nielsen | Er opstillet i samtlige opstillingskredse i Københavns Storkreds |